# Cortex Command
Cortex Command é um jogo bidimensional de ação desenvolvido pela Data Realms. O jogador assume o papel de um "cérebro" fixo ou móvel, que pode assumir o controle de outras unidades adquiridas, a fim de alcançar os objetivos. Missões atuais variam de tarefas, como a recuperação de um chip de controle em uma caverna repleta de zumbis para defender o cérebro do ataque. Como o cérebro é fraco, o jogador deve gerenciar seus recursos com cuidado, protegendo o cérebro, minerando de ouro e lutando contra inimigos.
O jogo foi lançado pela primeira vez como uma versão beta aberta e mais tarde foi liberado para compra com uma versão de demonstração por tempo limitado. A versão completa ainda está sendo aprimorada.

## Desenvolvimento
O motor de jogo foi projetado e construído por Dan Tabár (Data), utilizando uma bastante a biblioteca de codigo aberto. A Interface gráfica do usuário foi construída por Jason Boettcher, o trabalho artístico é de Arne Niklas Jansson (Prom) e o suporte para Mac OS X foi feita por um programador ex - Rockstar Games Chris Kruger. Em maio de 2008, o jogo foi descrito como estando em desenvolvimento durante cerca de sete anos, então Dan Tabár deixou o seu trabalho em meados de 2006, para se dedicar em tempo integral no projeto. Não se planeja versões para console. O jogo permite que vários componentes sejam modificado usando Lua e INI , assim como cenas (ou níveis), atores, armas e mais. Influências para o jogo incluem o 'X-COM: UFO Defense'

## Recepção
O sistema de controle para a versão inacabada do jogo tem sido descrito como "muito complicados para ser considerado divertido" Outros dizem que o jogo requer paciência, pedindo aos jogadores para "tomar seu tempo e experiência" O jogo tem sido comparado a outros jogos do gênero, como GunBound e  Worms (ou, mais precisamente, Liero). Comentários positivos elogiam a física detalhada, assim como a jogabilidade caótica.
 Cortex Command  foi o 'Jogo' Indie Games  do Mês de Abril de 2008.
 Cortex Command  venceu o  Prémio do Público  e  Excelência Técnica  em 2009 no Independent Games Festival